# Wadō (era)
Wadō (和銅) foi uma era do Japão (年号,, nengō,, lit. "nome do ano") após Keiun e antes de Reiki. Este período compreende os anos de janeiro de 708 a setembro de 715. E o soberano que governava esta época era a Imperatriz Gemmei (元明天皇).

## Mudança de época

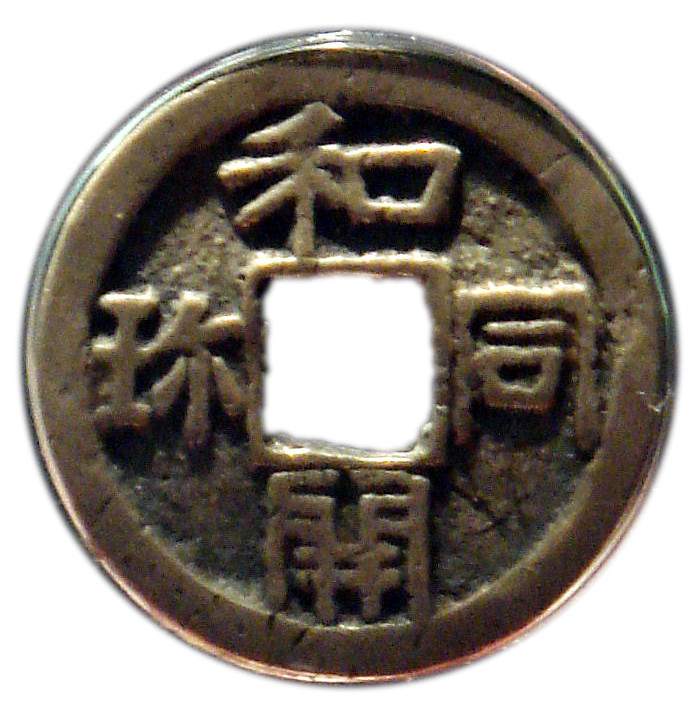
Wadōkaichin

- 708 -- Wadō gannen (和銅元年): O novo nome era Wadō (que significa "cobre japonês") foi criado porque uma mina de cobre de alta qualidade foi descoberto em Chichibu na província de Musashi, que hoje são conhecidas como Antigas Minas de Wadō. A era anterior terminou e a nova começou na primavera de Keiun 5, no 11º dia do primeiro mês de 708.[2]

A palavra japonesa para o cobre é dō (銅); e como este cobre era autóctone, o wa (antigo termo chinês para o Japão) pode ser combinado para criar um novo termo composto " Wadō ", significando "cobre japonês". O termo foi criada na província de Ōmi A era Wadō se tornou famoso por causa das moedas wadōkaihō / wadōkaichin (和同開珎). Que são reconhecidas como a primeira moeda japonesa. 

## Eventos da Era Wadō
- 5 de Maio de 708 (Wadō 1, 11º dia do 4º mês): Uma amostra do cobre recém-descoberto em Musashi foi apresentada na corte de Gemmei onde foi formalmente reconhecido como o cobre japonês.[2]
- 708 (Wadō 1, 3º mês): Fujiwara no Fuhito ( 藤原不比等 ) é nomeado udaijin (Ministro do Direito) e Isonokami no Maro Sadaijin (Ministro da Esquerda).[2]
- 709 (Wadō 2, 3º mês): Houve uma revolta contra a autoridade governamental na província de Mutsu e na província de Echigo. As tropas foram prontamente enviada para subjugar a revolta.[2]
- 709 (Wadō 2, 5º mês): Embaixadores chegaram de Silla, trazendo uma oferta de tributo. Eles visitaram Fujiwara no Fuhito para preparar o caminho para mais visitas.[2]
- 710 (Wadō 3, 3º mês): A Imperatriz Gemmei estabeleceu a sua residência oficial em Nara, que foi então conhecida como Heijō-kyo. Nos últimos anos do reinado do Imperador Mommu, os extensos preparativos para esta mudança tinham começado; mas o trabalho não pôde ser concluído antes da morte prematura do falecido-imperador. Logo após a nengō foi mudado para Wadō, um edito imperial foi emitido, relativo à criação de uma nova capital em Heijō-kyo na província de Yamato. Era habitual desde os tempos antigos mudar a capital a cada novo reinado. No entanto, o Imperador Mommu decidiu não mudar a capital, preferindo ficar no Palácio Fujiwara que fora escolhido pela Imperatriz Jitō.[4]
- Wadō 5, primeiro mês, dia 28 (711): Ō no Yasumaro completa o Kojiki.[5]
- 712 (Wadō 5): A província de Mutsu foi separada da província de Dewa.[2]
- 713 (Wadō 6, 3º mês): A província de Tamba foi separada da província de Tango; a província de Mimasaka foi separada da província de Bizen; e província de Hyuga foi separada da província de Ōsumi.[2]
- Wadō 6, 5º mês, 2º dia (713): decreto imperial para compilar Fudoki.[5]
- 713 (Wadō 6): A estrada que atravessava as províncias de Mino e Shinano foi alargada para acomodar os viajantes; e a estrada foi estendida até o Distrito Kiso na atual província de Nagano.[2]

Depois que a Imperatriz Gemmei transferiu a sede de seu governo para Nara, este local montanhoso permaneceu a capital ao longo de sete reinados sucessivos. Em certo sentido, os anos do período Nara desenvolveu em uma das consequências mais significativas de seu relativamente curto reinado. Depois de reinar por oito anos, a Imperatriz Gemmei abdicou em favor de sua filha a Imperatriz Gensho.
| Precedido por Keiun | Era ou nengō Wadō 708–715 | Sucedido por Reiki |